# Le Lindois
Le Lindois är en kommun i departementet Charente i regionen Nouvelle-Aquitaine i västra Frankrike. Kommunen ligger  i kantonen Montembœuf som ligger i arrondissementet Confolens. År 2022 hade Le Lindois 339 invånare.

## Befolkningsutveckling
Antalet invånare i kommunen Le Lindois
Referens:INSEE